# 아지지 은행
아지지 은행은 카불과 아프가니스탄 각지에 75개의 지점을 두어 아프가니스탄에서 두번째로 큰 규모의 상업 은행이다. 2006년 6월 13일에 창립되어 대통령궁과 터키 대사관에 인접한 곳에 본점을 두고 있다.
크스마트 혹은 '럭키' 계좌는 2006년 6월에 개설되어 샤리아에 의해 이자를 지불하지 않으나, 대신 계좌주를 상대로 자동차나 보석류 등의 경품에 당첨될 기회를 준다.
은행주는 미르와이스 아지지이다.